# 刈谷田川ダム
刈谷田川ダム（かりやたがわダム）は、新潟県長岡市北東部（栃尾地域）、信濃川水系刈谷田川に建設されたダムである。1980年に完成した。

## 概要
高さ83.5メートルの重力式コンクリートダムである。

## 沿革
刈谷田川は栃尾地域から信濃川合流地点まで川幅が狭く蛇行し、大雨時には暴れ川となることから旧藩時代から改修事業が試みられてきたが、抜本的な解決策には至らず、1926年（大正15年）や1961年（昭和36年）8月、1964年（昭和39年）7月のようにたびたび水害が発生していた。
1961年の集中豪雨により刈谷田川沿川が大きな被害を受けたため河川改修基本計画が立てられたが、1964年の集中豪雨にで再び被害を受けたことによりそれが改定され、その結果、当ダムを建設し洪水調節を行うこととなった。また、刈谷田川から取水している長岡市栃尾地域の水道用水や工業用水について、渇水による必要量を確保する必要性があることから、「上水道用水」「工業用水」の目的も含めた持った多目的ダムとして建設されることになり、1980年（昭和55年）に完了して管理が開始された。その後、刈谷田発電所が計画され、1990年（平成2年）10月より運転開始した。

## 周辺
ダムの完成後、農林業資料館が建設されたほか、道院高原に至る遊歩道の整備が行われた。